# 埃尔巴 (阿拉巴马州)
埃尔巴（英語：Elba），是美国阿拉巴马州科菲县下属的一座城市。面积约为15.34平方英里（约合39.72平方公里）。根据2010年美国人口普查，该市有人口3,940人，人口密度为256.88/平方英里（约合99.19/平方公里）。